# Brunch

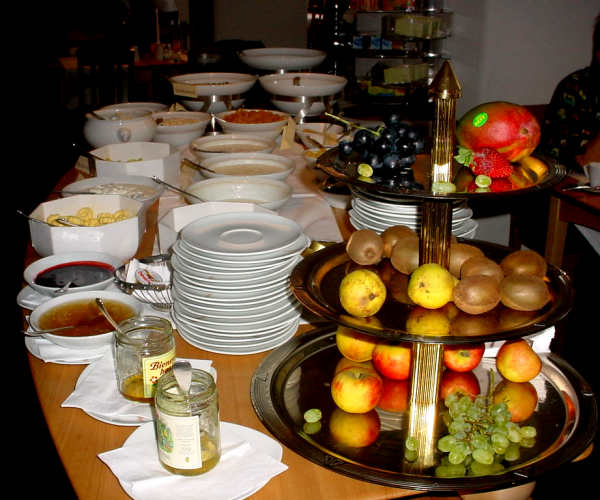
Brunchbuffet met veel fruit

Een brunch is een combinatie van een laat ontbijt en een vroege middagmaaltijd.
Het woord stamt uit het Engels en is samengesteld (een porte-manteau) uit breakfast (ontbijt) en lunch. De oorsprong van het woord brunch is niet precies bekend. De Oxford English Dictionary dateert het woord op eind negentiende eeuw, toen Guy Beringer er in de Hunter's Weekly in 1895 melding van maakte, al is de term ook wel toegeschreven aan Frank Ward O'Malley, journalist bij de New Yorkse krant The Sun tussen 1906 en 1919. Het bijbehorende werkwoord is brunchen. Een brunch wordt soms op zaterdagochtend, maar bijna uitsluitend op zondagochtend georganiseerd.
Al naargelang de grootte van de brunch, zal de hoeveelheid en het aantal soorten voedingsmiddelen evenredig zijn. Vaak zijn minimaal aanwezig: diverse soorten brood, zoals croissants, harde broodjes, suikerbrood, krentenbrood, melk, thee of koffie en sinaasappelsap, yoghurt of kwark, kaas, boter, (gekookte) eieren, vleeswaren zoals rosbief, paté en ham, zoet beleg zoals jam, honing en hagelslag. Bij een brunch worden zowel koude als warme gerechten geserveerd.
Soms organiseert men een brunch voor een bijzondere gelegenheid met een speciaal gedekte tafel, kunstig gevouwen, in kleur harmoniërende servetten en speciaal servies met luxe bestek.